# 斯夸爾斯冰川
斯夸爾斯冰川是南極洲的冰川，位於帕爾默地，流經赫頓山脈，最終注入斯萬冰川，美國地質調查局根據測量和該國海軍的空中照片繪入地圖，以冰川學家命名。
73°58′S 62°35′W / 73.967°S 62.583°W